# Férfi csapatsprint sífutás a 2014. évi téli olimpiai játékokon
A 2014. évi téli olimpiai játékokon a sífutás férfi csapatsprint versenyszámát február 19-én rendezték. Az aranyérmet a finn kettős nyerte meg. A versenyszámban nem vett részt magyar csapat.

## Eseménynaptár
Az időpontok moszkva idő szerint (UTC+4), zárójelben magyar idő szerint (UTC+1) olvashatóak.
| Időpont                    | Forduló   |
| -------------------------- | --------- |
| február 19., 14:06 (11:06) | Elődöntők |
| február 19., 16:15 (13:15) | Döntő     |

## Eredmények
A kijelölt pályán 6 kört kellett teljesíteni, klasszikus stílusban. A csapatok tagjai körönként váltották egymást.
Az elődöntő mindkét futamából az első két helyen célba érkező, valamint az összesítésben hat legjobb időt teljesítő csapat jutott be a döntőbe.

### Elődöntők
A rövidítések jelentése a következő:
- Q: továbbjutás helyezés alapján
- q: továbbjutás időeredmény alapján

| Helyezés | R        | Csapat                                                     | Idő           | Mj       |
| 1. futam | 1. futam | 1. futam                                                   | 1. futam      | 1. futam |
| -------- | -------- | ---------------------------------------------------------- | ------------- | -------- |
| 1.       | 2        | Németország (GER) · Hannes Dotzler · Tim Tscharnke         | 23:36,23      | Q        |
| 2.       | 6        | Csehország (CZE) · Martin Jakš · Aleš Razým                | 23:39,06      | Q        |
| 3.       | 5        | Svájc (SUI) · Dario Cologna · Gianluca Cologna             | 23:42,31      | q        |
| 4.       | 1        | Norvégia (NOR) · Ola Vigen Hattestad · Petter Northug      | 23:43,63      | q        |
| 5.       | 3        | Olaszország (ITA) · Federico Pellegrino · Dietmar Nöckeler | 23:58,12      |          |
| 6.       | 4        | Kanada (CAN) · Devon Kershaw · Alex Harvey                 | 24:20,37      |          |
| 7.       | 9        | Észtország (EST) · Peeter Kümmel · Raido Ränkel            | 24:26,49      |          |
| 8.       | 7        | Ausztria (AUT) · Harald Wurm · Max Hauke                   | 25:01,23      |          |
| 9.       | 10       | Románia (ROU) · Daniel Pripici · Paul Constantin Pepene    | 26:06,80      |          |
|          | 8        | Nagy-Britannia (GBR) · Andrew Young · Andrew Musgrave      | nem ért célba |          |
|          | 11       | Kína (CHN) · Sun Qinghai · Xu Wenlong                      | nem indult    |          |
| 2. futam |          |                                                            |               |          |
| 1.       | 16       | Finnország (FIN) · Iivo Niskanen · Sami Jauhojärvi         | 23:26,13      | Q        |
| 2.       | 13       | Oroszország (RUS) · Makszim Vilegzsanyin · Nyikita Krjukov | 23:26,91      | Q        |
| 3.       | 15       | Svédország (SWE) · Emil Jönsson · Teodor Peterson          | 23:28,22      | q        |
| 4.       | 14       | Kazahsztán (KAZ) · Nyikolaj Csebotyko · Alexey Poltoranin  | 23:28,50      | q        |
| 5.       | 17       | Egyesült Államok (USA) · Simi Hamilton · Erik Bjornsen     | 23:29,14      | q        |
| 6.       | 12       | Franciaország (FRA) · Cyril Miranda · Jean-Marc Gaillard   | 23:41,79      | q        |
| 7.       | 19       | Japán (JPN) · Hiroyuki Miyazawa · Yuichi Onda              | 23:49,41      |          |
| 8.       | 18       | Lengyelország (POL) · Maciej Kreczmer · Maciej Staręga     | 23:53,09      |          |
| 9.       | 20       | Szlovákia (SVK) · Peter Mlynár · Martin Bajčičák           | 24:58,06      |          |
| 10.      | 21       | Bulgária (BUL) · Andrej Gridin · Veszelin Cinzov           | 25:11,06      |          |
| 11.      | 23       | Ukrajna (UKR) · Ruszlan Perehoda · Olekszij Kraszovszkij   | 25:31,13      |          |
| 12.      | 22       | Ausztrália (AUS) · Phil Bellingham · Callum Watson         | 25:54,31      |          |

### Döntő
| Helyezés | R  | Csapat                                                     | Idő        | Hátrány |
| -------- | -- | ---------------------------------------------------------- | ---------- | ------- |
| Arany    | 16 | Finnország (FIN) · Iivo Niskanen · Sami Jauhojärvi         | 23:14,89   | —       |
| Ezüst    | 13 | Oroszország (RUS) · Makszim Vilegzsanyin · Nyikita Krjukov | 23:15,86   | +0,97   |
| Bronz    | 15 | Svédország (SWE) · Emil Jönsson · Teodor Peterson          | 23:30,01   | +15,12  |
| 4.       | 1  | Norvégia (NOR) · Ola Vigen Hattestad · Petter Northug      | 23:33,55   | +18,66  |
| 5.       | 5  | Svájc (SUI) · Dario Cologna · Gianluca Cologna             | 23:35,90   | +21,01  |
| 6.       | 17 | Egyesült Államok (USA) · Simi Hamilton · Erik Bjornsen     | 23:49,95   | +35,06  |
| 7.       | 2  | Németország (GER) · Hannes Dotzler · Tim Tscharnke         | 23:57,02   | +42,13  |
| 8.       | 14 | Kazahsztán (KAZ) · Nyikolaj Csebotyko · Alexey Poltoranin  | 24:01,38   | +46,49  |
| 9.       | 6  | Csehország (CZE) · Martin Jakš · Aleš Razým                | 24:01,83   | +46,94  |
| 10.      | 12 | Franciaország (FRA) · Cyril Miranda · Jean-Marc Gaillard   | nem indult |         |